# 舟山撤退
舟山撤退是舟山战役歷史的一部分，发生于1950年（民国39年）5月，中华民国政府于3日内将布在舟山群岛的12万餘国军及约2万当地居民秘密撤退至台湾。

## 經過
在国军进行撤退之前，解放军已经攻占了舟山群岛部分岛屿并掌握了制空权。蔣介石做出舟山撤退決定的直接原因是解放军噴射機出現在華東機場上，國軍空軍優勢不能確保，無法執行封鎖長江任務，防守舟山因此有更大風險。
5月10日，石觉赴台北参加最高作战会议，奉蔣命令撤退，当天返回定海，為兼顧保密及維持士氣，下令準備進攻。

5月11日，参谋次长郭寄峤专飞定海，向石觉面援撤军台湾的口头命令及手令，内称：
...（撤军）时防备匪机突然来定（海）轰炸我运输舰艇，比防范其陆军渡海来攻本岛更为重要，故应从速准备，以防万一。...舰只停泊不可太挤，总以疏散为宜。...部队开始登舰，亦以陆续行之为妥，不可太迟，明（12）日晚间，即应开始登舰，并期于本月15日，至迟16日上午，必须完成全部工作，是为至要。11日21时，又补充手令：...各运舰（凡已到舟山群岛附近者）一律管制灯光。千万注意实施为要。
5月12日，石觉督促前沿岛屿「反共救国军先期反攻」、「在大陆建立根据地」。
5月13日，遣飞机81架次，军舰数十艘，频繁轰炸、扫射沿海共区，远程火炮不断轰击。佯攻金塘岛，制造假象。
该次撤退进行的极为隐秘，5月13日台湾来的80艘运输舰船悄悄分泊舟山指定海域。时值连日海雾浓重，甚时能见度不足20米。自5月13日晚间秘密进行，至16日撤退完毕。其中机动兵团及特种兵团13日晚开始上船，守备兵团15日晚间撤退。均在前日黄昏19时自后日拂晓6时之间进行，拂晓前船只离岸。各部门撤退的时间和撤退地点的行动计划如下表所示：
|              | 13日夜                                         | 14日夜 | 15日夜                            |
| ------------ | ---------------------------------------------- | --- | --------------------------------- |
| 定海         | 装甲兵指挥所及一个大队（附一个中队）、炮兵部队 | 工兵营高射炮空军地勤人员 |                                   |
| 岱山空军码头 |                                                | 装甲兵一个大队（欠一个中队）、岱山部队汽车                                                                                           |                                   |
| 克难、螺门   | 第52军（欠第40师）                             | |                                   |
| 干览         | 第67军（欠第56师）                             | 防卫司令部（含浙江省政府、浙江省议会及其他行政人员、宪兵警卫通讯兵等）（欠有线架设单位）、第12补给分区财务处收支组监护营、港口司令部 | 第56师、卡车及临时部队            |
| 高亭         |                                                | 第19军 | 第45师、第71师（欠第221团，部分） |
| 长白         |                                                | | 第71师（欠第221团，部分）         |
| 猫屿         | 第92师                                         | 第75军（含直属部队及第211团、第18团）                                                                                                |                                   |
| 沈家门       |                                                | 第87军（含直属部队及第221师1个团）、沈家门警备部                                                                                     | 第40师、定海城防部队              |
| 朱家尖       |                                                | | 第221师                           |
| 登步         |                                                | | 第222师                           |
| 三江口       |                                                | | 第95师、第6师（欠第18团）         |

5月16日，浙江省主席石觉向舟山民众散发早就在台北印刷的“告别定海民众书”传单。是日晚10时45分，总统蒋中正在中央广播电台就海南和舟山的国军撤退之事，发表“告大陆同胞书”。
5月16日，国军全部撤出舟山群岛。解放军华东野战军7兵团21军、22军、23军陆续进占包括登步岛在内的全部舟山群岛。

## 後續
舟山撤退以中華民國政府官员和国军官兵为主，部分当地民众约2万人，包括政府退守舟山时的“定岱雇用人员”，也随国军撤退。定岱雇用人员及舟山当地民众除此后加入军公教者之外，并不享受特别的优待，与大陈岛撤退时的“大陳義胞”不同。大陈义胞也不包括舟山居民。不少定岱雇用人员，舟山撤退秘密进行中都不在撤退名单之列。